# Il potere
Il potere è un film italiano del 1972, scritto e diretto da Augusto Tretti e interpretato, oltre che dal regista, da attori non professionisti.

## Trama
Il film descrive in maniera surreale le dinamiche dell'acquisizione del potere nelle varie epoche storiche, dalla preistoria al consumismo dell'Italia contemporanea, passando per l'Impero romano, la conquista del West a spese dei nativi indiani, il ventennio fascista. Le varie scene sono commentate da tre belve, un leone, una tigre e un leopardo, che rappresentano rispettivamente il potere militare, il potere commerciale e il potere agrario.